# Maria Temkin
Maria Temkin (ur. 1953 w Warszawie) – polska pracowniczka kolejowa, działaczka opozycyjna.

## Życiorys
Maria Temkin od września 1980 do grudnia 1981 była sekretarzem w Komisji Zakładowej Niezależnego Samorządnego Związku Zawodowego „Solidarność” w Centrum Informatyki Kolejnictwa. W latach 1982–1984 zajmowała się kolportażem wydawnictw podziemnych („Tygodnik Mazowsze”, publikacje oficyn wydawniczych „Krąg” i „Wydawnictwo”). Prowadziła bibliotekę książek drugiego obiegu. Współdziałała także przy zabezpieczaniu archiwum Komisji Zakładowej w miejscu pracy oraz pomagała osobom represjonowanym.

## Odznaczenia
- Krzyż Wolności i Solidarności „za zasługi w działalności na rzecz niepodległości i suwerenności Polski oraz respektowania praw człowieka w Polskiej Rzeczypospolitej Ludowej” (2021)[2]
- Krzyż Kawalerski Orderu Odrodzenia Polski „za wybitne zasługi w działalności na rzecz przemian demokratycznych w Polsce, za aktywność samorządową, zawodową i społeczną” (2021)[3]